# Deoria (miasto)
Deoria – miasto w północnych Indiach w stanie Uttar Pradesh, na Nizinie Hindustańskiej.
Populacja miasta w 2001 roku wynosiła 104 222 mieszkańców.